# ویلاپوتزو
ویلاپوتزو (به ایتالیایی: Villaputzu) یک کومونه در ایتالیا است که در استان کالیاری واقع شده‌است. ویلاپوتزو ۱۸۱٫۶ کیلومتر مربع مساحت و ۴٬۹۸۳ نفر جمعیت دارد و ۱۱ متر بالاتر از سطح دریا واقع شده‌است.